# مورگان، استرالیای جنوبی
مورگان (به انگلیسی: Morgan) یک شهرک در استرالیا است که در استرالیای جنوبی واقع شده‌است.